# Divize A 1989/1990
V soubojích 25. ročníku fotbalové České divize A 1989/90 se utkalo 16 týmů dvoukolovým systémem podzim - jaro. Tento ročník začal v srpnu 1989 a skončil v červnu 1990.

## Nové týmy v sezoně 1989/90
Z 3. ligy – sk. A 1988/89 sestoupilo do Divize A mužstvo TJ Viktoria Žižkov PSO. Z krajských přeborů ročníku 1988/89 postoupila vítězná mužstva TJ ZVVZ Milevsko z Jihočeského krajského přeboru a TJ Škoda Plzeň junioři ze Západočeského krajského přeboru. Také sem bylo přeřazeno mužstvo TJ Tatra Smíchov a TJ Montáže Praha z Divize B.

## Výsledná tabulka
| Poř. | Tým                                | Z  | V  | R  | P  | VG | OG | B  |
| ---- | ---------------------------------- | -- | -- | -- | -- | -- | -- | -- |
| 1.   | TJ Montáže Praha                   | 30 | 17 | 8  | 5  | 53 | 31 | 42 |
| 2.   | TJ Viktoria Žižkov PSO             | 30 | 17 | 5  | 8  | 59 | 42 | 39 |
| 3.   | TJ ČZ Strakonice                   | 30 | 14 | 8  | 8  | 42 | 42 | 36 |
| 4.   | TJ Spartak Pelhřimov               | 30 | 14 | 6  | 10 | 49 | 39 | 34 |
| 5.   | SK Plzeň                           | 30 | 13 | 7  | 10 | 28 | 52 | 33 |
| 6.   | TJ Škoda Plzeň junioři             | 30 | 12 | 7  | 11 | 43 | 37 | 31 |
| 7.   | TJ JZD Olešník                     | 30 | 10 | 10 | 10 | 53 | 55 | 30 |
| 8.   | TJ Přeštice                        | 30 | 10 | 10 | 10 | 59 | 65 | 30 |
| 9.   | TJ ZVVZ Milevsko                   | 30 | 11 | 7  | 12 | 40 | 40 | 29 |
| 10.  | VTJ Písek                          | 30 | 9  | 10 | 11 | 35 | 29 | 28 |
| 11.  | TJ Tatra Smíchov                   | 30 | 11 | 6  | 13 | 40 | 40 | 28 |
| 12.  | TJ Slavoj Český Krumlov            | 30 | 10 | 7  | 13 | 36 | 48 | 27 |
| 13.  | TJ Rudá hvězda Okula Nýrsko        | 30 | 9  | 8  | 13 | 48 | 54 | 26 |
| 14.  | TJ Dynamo České Budějovice junioři | 30 | 10 | 5  | 15 | 44 | 47 | 25 |
| 15.  | TJ Tatran Prachatice               | 30 | 8  | 6  | 16 | 38 | 49 | 22 |
| 16.  | TJ Fezko Strakonice                | 30 | 7  | 6  | 17 | 43 | 70 | 20 |

Poznámky:
- Z = Odehrané zápasy; V = Vítězství; R = Remízy; P = Prohry; VG = Vstřelené góly; OG = Obdržené góly; B = Body

|  | Postup do 3. ligy – sk. A 1990/91                |
|  | Sestup do příslušného oblastního přeboru 1990/91 |